# Issac Ryan Brown
Issac Ryan Brown (* 12. Juli 2005 in Detroit, Michigan) ist ein US-amerikanischer Sänger, Schauspieler und Synchronsprecher.

## Leben
Brown hat eine Schwester. Im Alter von sechs Jahren trat er bei der Castingshow America’s Got Talent auf, wo er das Michael-Jackson-Lied One More Chance sang. Brown steht bei Walt Disney Records unter Vertrag.
Sein Seriendebüt machte Brown 2014 in einer Episode der Nickelodeon-Fernsehserie Sam & Cat.
Von 2014 bis 2019 wirkte er in der Fernsehserie Black-ish in der Rolle des Young Dre mit. Seit 2017 ist er in der Fernsehserie Raven’s Home zu sehen. 2019 verkörperte er im Film Kim Possible und in der Mini-Fernsehserie Kim Hushable die Rolle des Wade Load. Im Jahre 2020 erhielt er die Synchronrolle als Gus Porter (Augustus Porter) in der Disney-Zeichentrickserie Willkommen im Haus der Eulen aus der Firma Disney Television Animation. Der Illusionsmagier Gus Porter wurde von Brown in allen drei Staffeln dieser Serie gesprochen.
Gemeinsam mit dem ebenfalls zum Cast gehörenden Sean Giambrone wurde zum Film das Lied Naked Mole Rap Remix veröffentlicht.

## Diskografie (Auswahl)
- 2020: Fam Jam (From "Fam Jam")
- 2020: Win It (feat. Raven Symone)

## Filmografie (Auswahl)

### Schauspieler
- 2014: Sam & Cat (Fernsehserie, Episode 1x08)
- 2014: Papou
- 2014–2019: Black-ish (Fernsehserie, 28 Episoden)
- 2015: Devious Maids (Fernsehserie, 4 Episoden)
- 2015–2017: How to Get Away with Murder (Fernsehserie, 5 Episoden)
- 2016: Batman v Superman: Dawn of Justice
- 2017: Kings
- 2017–2023: Zuhause bei Raven (Raven’s Home, Fernsehserie, 123 Episoden)
- 2019: Kim Possible
- 2019: The Rookie (Fernsehserie, 1 Episode)
- 2019: Kim Hushable (Mini-Fernsehserie, 3 Episoden)
- 2022: The Neighborhood (Fernsehserie, 1 Episode)

### Synchronsprecher
- 2015–2019: Miles von Morgen (Miles From Tomorrowland, Zeichentrickserie, 24 Episoden)
- 2016: In einem Land vor unserer Zeit XIV – Die Reise der mutigen Saurier-Freunde (The Land Before Time XIV: Journey of the Brave)
- 2017–2019: The Stinky & Dirty Show (Zeichentrickserie, 26 Episoden)
- 2017–2019: Puppy Dog Pals (Zeichentrickserie, 38 Episoden)
- 2018–2020: Family Guy (Zeichentrickserie, 5 Episoden)
- 2019: Costume Quest (Zeichentrickserie, 14 Episoden)
- 2020: Willkommen im Haus der Eulen (The Owl House, Zeichentrickserie, 4 Episoden)